# 広瀬俊雄
広瀬俊雄（ひろせ としお、1942年11月16日 - ）は、日本の教育学者、広島大学名誉教授、東広島シュタイナーこども園さくら理事長。
静岡県生まれ。東北大学教育学部卒、同大学院教育学研究科博士課程満期退学。職業訓練大学校講師、1990-91年、ウィーン・シュタイナー学校協会の招聘でウィーンに留学、シュタイナー教育の実践と成立史に関する研究に従事。「ペスタロッチーの言語陶冶論」で教育学博士。広島大学教育学部助教授、教授、2006年定年退官、名誉教授、同志社女子大学特任教授。2013年退職。2010年東広島シュタイナーこども園さくらを開設、理事長。

## 著書
- 『シュタイナーの人間観と教育方法 幼児期から青年期まで』ミネルヴァ書房 1988
- 『ウィーンの自由な教育 シュタイナー学校と幼稚園』勁草書房 1994
- 『ペスタロッチーの言語教育思想』勁草書房 1996
- 『生きる力を育てる 父親と教師のためのシュタイナー教育講座』共同通信社 1999
- 『教育力としての言語 シュタイナー教育の原点』勁草書房 2002
- 『子どもに信頼されていますか? 心と学力を育む12の法則』共同通信社 2009

### 共編著
- 『教育関係論の現在 「関係」から解読する人間形成』高橋勝共編著 川島書店 2004
- 『未来を拓くシュタイナー教育 世界に広がる教育の夢』秦理絵子共編著 ミネルヴァ書房 2006
- 『「感激」の教育 楽器作りと合奏の実践』監修 藤林富郎,池内耕作,広瀬綾子,広瀬悠三著 昭和堂 2012

## 注
1. ↑  『現代日本人名録』2002年